# Alphonse Leboulanger
Alphonse Leboulanger, né le 5 janvier 1906 à Argentan et mort le 3 août 1985 à Gonfreville-l'Orcher, est un coureur cycliste français, en activité de 1936 à 1939,.

## Palmarès
- 1936
  - 3e de Trouville-Paris
- 1938
  - Paris-Barentin
- 1939
  - 2e du Tour du Calvados
  - 2e de Paris-Barentin

## Résultats sur le Tour de France
1 participation
- 1936 : hors course à la 12e étape